# Short Folder

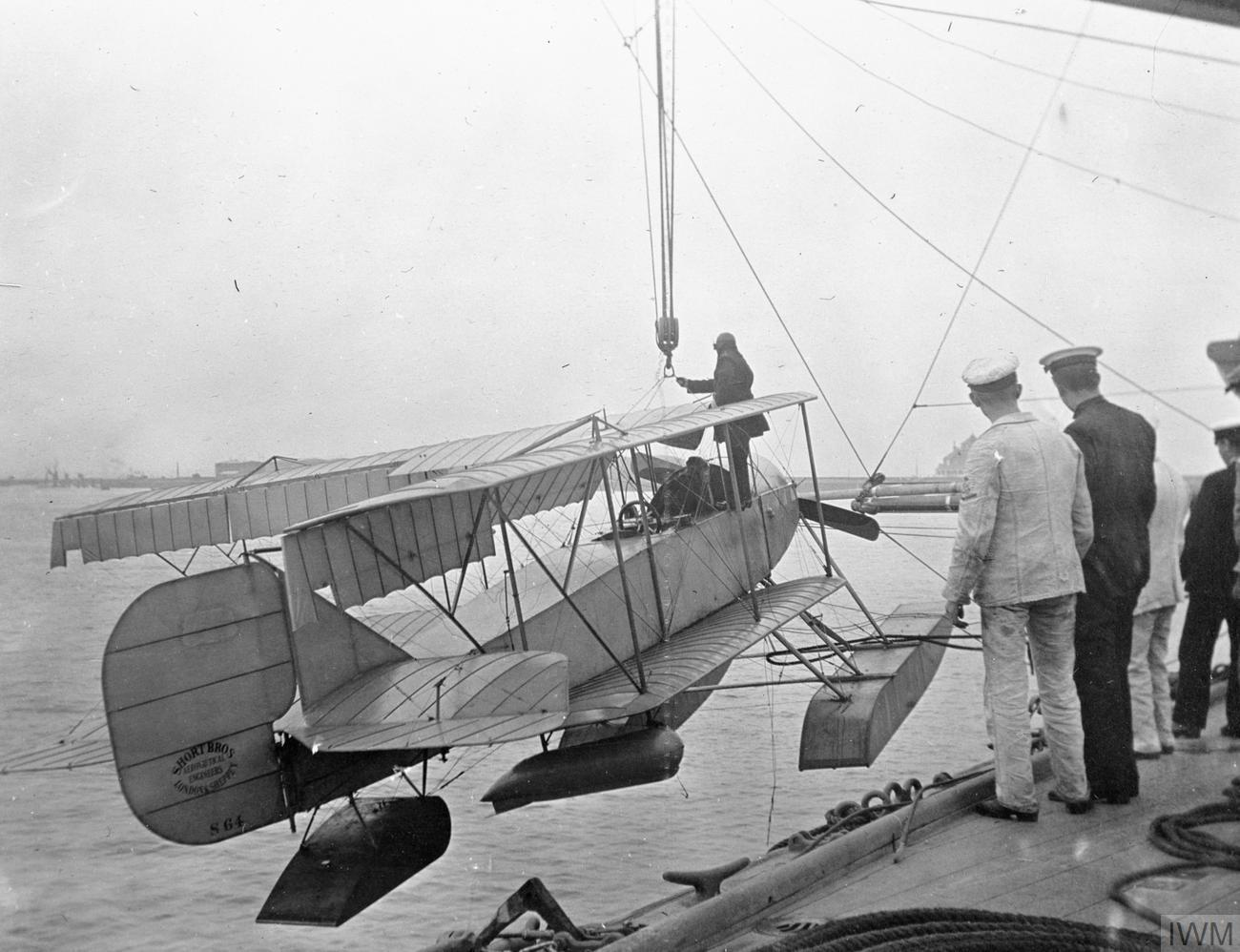
Short Folder del servicio naval (S.64, matrícula 81 del RNAS) siendo izado a bordo del HMS Hermes en julio de 1913.

Short Folder es un nombre genérico que a menudo se aplica a varios tipos diferentes de aviones de Short Brothers, diseñados y construidos antes y durante la Primera Guerra Mundial. Short Brothers desarrolló y patentómecanismos de alas plegables para aviones embarcados desde 1913; las alas tenían bisagras para que se plegaran horizontalmente a lo largo del fuselaje (como se muestra en la imagen), reduciendo el espacio de almacenamiento necesario para guardarlos a bordo del barco.
Shorts produjo muchos aviones "plegables"; además, otras empresas produjeron un gran número de diseños de Shorts, incluidas Brush Electrical Engineering Co. Ltd., Robey & Co. Ltd., J Samuel White, Frederick Sage & Co. Ltd., S E Saunders Limited, Phoenix Dynamo Manufacturing Company., Supermarine Aviation Works Ltd., Mann, Egerton & Co. Ltd. y Westland Aircraft Works Ltd.
Los Short Folder entraron en servicio en muchos teatros de la Primera Guerra Mundial, en particular en el ataque a Cuxhaven en 1914, en los Dardanelos y en la inutilización del SMS Königsberg en África Oriental en julio de 1915. Los teatros de guerra atendidos por los distintos "plegables" iban desde el círculo polar ártico, pasando por el Mediterráneo y África, hasta Mesopotamia, aunque los motores de la época no funcionaban de manera ideal en climas cálidos y altitudes elevadas.
Después de la Primera Guerra Mundial, la mayoría fueron retirados, aunque algunos permanecieron en servicio en la Armada griega en la década de 1920 y con la Fuerza Aérea de Estonia hasta la década de 1930.

## Tipos de aviones plegables de Short Brothers de la Primera Guerra Mundial
Números aproximados entre paréntesis:
- Short S.41: prototipo experimental (3).
- Short S.63: hidroavión de reconocimiento (4).
- Short Type 81: hidroavión de reconocimiento/bombardeo/torpedeo (5).
- Short Type 166: hidroavión de reconocimiento/bombardeo (26).
- Short Type 184: hidroavión de reconocimiento/bombardeo/torpedeo (936).
- Short Bomber: bombardero terrestre de largo alcance (83).
- Short Type 827: hidroavión de reconocimiento/bombardeo (108).
- Short Type 830: hidroavión de reconocimiento/bombardeo (18).
- Short 310: hidroavión de reconocimiento/torpedeo (128).
- Short Admiralty Type 320: hidroavión de reconocimiento/torpedeo (127).

Se produjeron ocho Type 830 modificados con un motor diferente (Gnome-Monosoupape de 100 hp en lugar de los Salmson de 135 hp).

## Tipos de aviones plegables Short Brothers tardíos
Año del primer vuelo entre paréntesis:
- Short N1B Shirl: torpedero-bombardero embarcado (1919).
- Short Sporting Type: hidroavión biplano comercial (1919).